# Atractus nawa
Atractus nawa — вид змій родини полозових (Colubridae). Ендемік Бразилії. Описаний у 2021 році.

## Поширення і екологія
Atractus nawa відомі з типової місцевості, розтвашованої в районі Порту-Валкер в штаті Акрі, на висоті 212 м над рівнем моря.